# Wielki Finał Polskich Kwalifikacji
Unter dem Titel Wielki Finał Polskich Kwalifikacji (Das große Finale der polnischen Qualifikation) fand am 14. Februar die polnische Vorentscheidung zum Eurovision Song Contest 2025 statt. Als Gewinnerin des Abends ging Justyna Steczkowska hervor, welche Polen nach 1995 bereits zum zweiten Mal vertreten wird.

## Format

### Konzept
Am 8. November 2024 bestätigte Telewizja Polska (TVP) seine Teilnahme am Eurovision Song Contest 2025 in Basel. Gleichzeitig gab man bekannt, dass man erstmals seit 2023 wieder einen nationalen Vorentscheid abhalten werde.

### Beitragswahl
Zwischen dem 8. November und dem 8. Dezember 2024 konnten Beiträge bei TVP eingereicht werden. Interpreten bzw. die Leadsänger bewerbender Bands mussten dabei die polnische Staatsbürgerschaft besitzen. Aus allen Einreichungen wählte eine Jury 25 Kandidaten aus, welche zu einem Live-Casting am 19. Dezember 2024 eingeladen wurden. Aus diesen wählte die Jury anschließend zehn Acts für den Vorentscheid aus. Am 3. Februar 2025 wurde bekanntgegeben, dass mit Teo Tomczuk ein elfter Teilnehmer am Vorentscheid teilnehmen werde.

## Teilnehmer
Die Teilnehmer wurden am 14. Januar 2025 bekanntgegeben. Justyna Steczkowska nahm bereits 1995 für Polen am Eurovision Song Contes teil. Ursprünglich sollte Sara James mit dem Beitrag Tiny Heart am Vorentscheid teilnehmen, jedoch zog sie ihre Teilnahme zurück. Sie wurde durch Janusz Radek ersetzt.
| Interpret  | Lied Musik (M) und Text (T)                            | Sprache  | Übersetzung (inoffiziell) |
| ---------- | ------------------------------------------------------ | -------- | ------------------------- |
| Sara James | Tiny Heart M/T: Michael Burek, René Miller, Sara James | Englisch | Kleines Herz              |

## Finale
Das Finale fand am 14. Februar um 20:45 Uhr (MEZ) statt und wurde von TVP2, TVP Polonia und TVP Wilno übertragen.
| Platz | Startnr. | Interpret           | Lied Musik (M) und Text (T) | Sprache     | Übersetzung (inoffiziell)      | Televoting |
| ----- | -------- | ------------------- | --- | ----------- | ------------------------------ | ---------- |
| 1     | 3        | Justyna Steczkowska | Gaja M: Justyna Steczkowska, Emilian Waluchowski, Patryk Kumór, Dominic Buczkowski-Wojtaszek; T: Justyna Steczkowska, Patryk Kumór, Emilian Waluchowski | Polnisch    | Gaia                           | 39,32 %    |
| 2     | 6        | Sw@da x Niczos      | Lusterka M: Wiktor Szczygieł, Nika Jurczuk; T: Nika Jurczuk                                                                                             | Podlachisch | Spiegel                        | 23,69 %    |
| 3     | 11       | Dominik Dudek       | Hold the Light M/T: Dominik Dudek, Teodora Špirić, Tom Oehler                                                                                           | Englisch    | Halt das Licht                 | 13,94 %    |
| 4     | 1        | Chrust              | Tempo M: Dariusz Mrozek, Karol Konop, Małgorzata Oleszczuk, Krzysztof Falkowski; T: Dariusz Mrozek, Karol Konop, Małgorzata Oleszczuk                   | Polnisch    | –                              | 5,92 %     |
| 5     | 2        | Kuba Szmajkowski    | Pray M: Angelino Markenhorn, Tom Martenssson, Joakim Andersson, William Naesh; T: Angelino Markenhorn, Tom Martenssson                                  | Englisch    | Bete                           | 3,98 %     |
| 6     | 9        | Teo                 | Immortal M: Jeremi Sikorski, Jakub Krupski, Teo Tomczuk; T: Jeremi Sikorski, Teo Tomczuk                                                                | Englisch    | Unsterblich                    | 3,91 %     |
| 7     | 7        | Janusz Radek        | In Cosmic Mist M/T: Janusz Radek | Englisch    | Im kosmischen Nebel            | 3,84 %     |
| 8     | 10       | Sonia Maselik       | Rumours M: Sonia Maselik, Susie Jakubowski, Adam Związek; T: Sonia Maselik, Adam Związek, Aleksandra Smoczyńska, Juliusz Kamil Kuźnik                   | Englisch    | Gerüchte                       | 1,70 %     |
| 9     | 4        | Tynsky              | Miracle M: Tynsky, Riddick; T: Tynsky, Chloe Copoloff, Francis Karel                                                                                    | Englisch    | Wunder                         | 1,46 %     |
| 10    | 8        | Marien              | Can’t Hide M: Magdalena Wójcik; T: Amelia Komosińska, Maria Nieszpaur, Magdalena Wójcik                                                                 | Englisch    | Ich kann mich nicht verstecken | 1,39 %     |
| 11    | 5        | Daria Marx          | Let It Burn M/T: Peter Boström, Maria Broberg, Fredrik Möller                                                                                           | Englisch    | Lass es brennen                | 0,80 %     |